# Elektrotehnik
Elektrotehnik je strokovnjak, ki deluje na področju elektrotehnike. Elektrotehniki obvladajo osnove matematike in fizike. Predvsem jih zanimajo pojavi, povezani z elektriko in magnetizmom, ter njihova uporaba v uporabne tehnične namene. Najdemo jih zaposlene v skoraj vseh panogah današnje industrije, pa tudi v raziskovalnih ustanovah, kot so inštituti in šole.